# Compactación de residuos
La compactación de residuos es el proceso de compactar los residuos, reduciéndolos de tamaño. Los compactadores de basura y los vehículos de recolección de desechos comprimen los desechos para que se pueda almacenar una mayor cantidad en el mismo espacio. Los desechos se compactan de nuevo, más a fondo, en el vertedero para conservar el espacio y prolongar la vida útil del vertedero.

## Compactación y post-recolección
La compactación previa a los vertederos suele ser beneficiosa, tanto para las personas que se deshacen de ellos como para la empresa que los recoge. Esto se debe a que las empresas de recolección de residuos suelen cobrar por volumen o requieren el uso de contenedores de volumen estándar, y la compactación permite que quepan más residuos en el mismo espacio. Los compactadores de basura están disponibles tanto para uso residencial como comercial. La compactación de la basura después de su recolección permite que quepan más desechos dentro del vehículo de recolección, lo que significa que se requieren menos viajes a un vertedero o estación de transferencia. La empresa de recolección también incurre en tarifas de vertedero más bajas, si el vertedero cobra por volumen.

## Compactación de vertederos

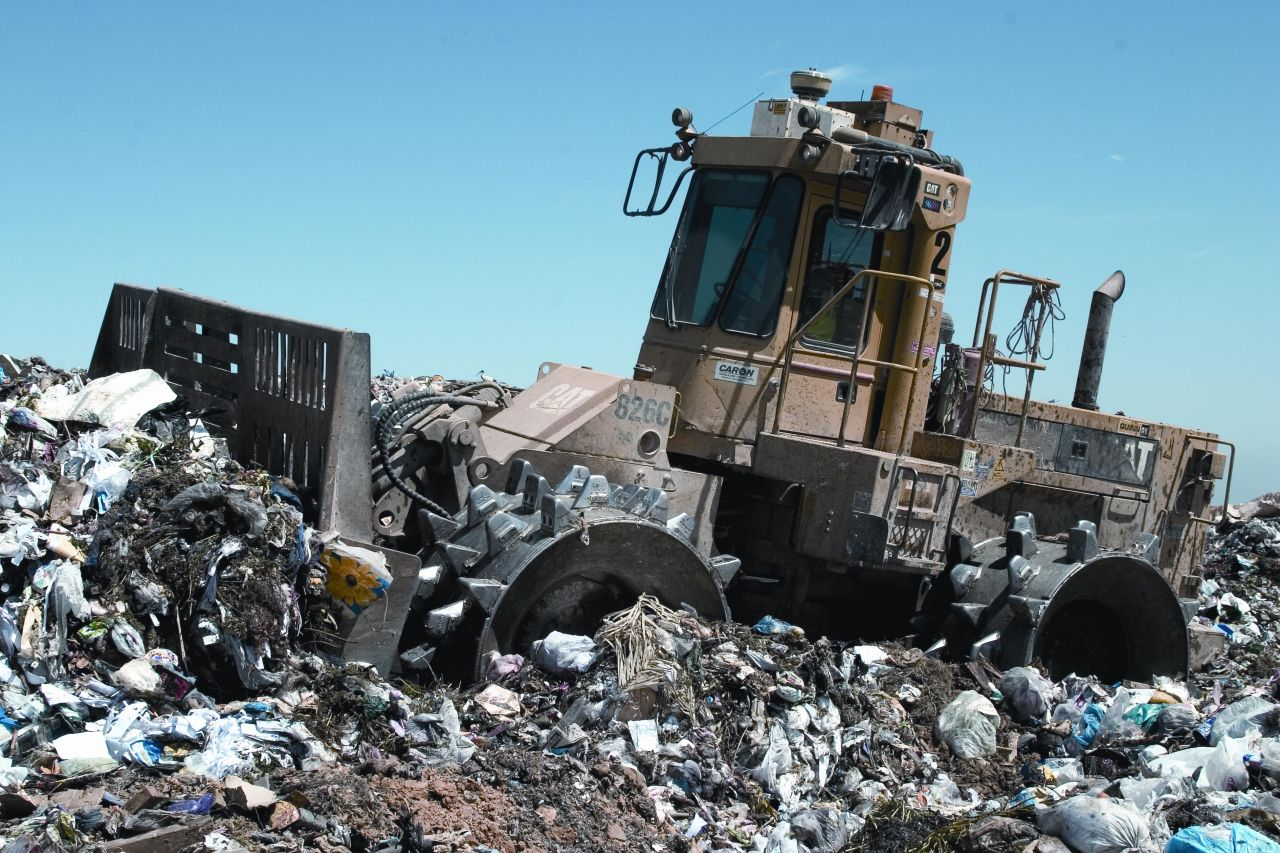
Compactador de vertederos

Un vehículo de compactación de vertederos tiene dos funciones principales: esparcir los residuos uniformemente en capas sobre el vertedero y compactar los residuos para reducir su volumen y ayudar a estabilizar el vertedero. La compactación adecuada de desechos incluye el proceso de usar un compactador de vertederos con ruedas/tambores de acero para triturar, desgarrar y presionar varios elementos en el flujo de desechos para que consuman un volumen mínimo de espacio aéreo del vertedero. Cuanto mayor sea la tasa de compactación, más basura puede recibir y almacenar el vertedero. Esto también reducirá los deslizamientos de tierra, los derrumbes y minimizará el riesgo de explosiones de gas de vertedero (ver migración de gas de vertedero).
La compactación principal se produce mediante los dientes de acero de los compactadores de vertedero en los tambores de las ruedas. Los dientes especiales pueden penetrar los desechos y brindar un punto de compresión enfocado, proporcionando compactación y mayor densidad. La presión sobre el suelo del diente puede superar 4000 libras por pulgada cuadrada (28 000 kPa) (PSI). El diseño de la máquina y, lo que es más importante, las ruedas y los dientes es muy crítico en la compactación. La transmisión de potencia del motor a los tambores de las ruedas es otro factor clave en los compactadores, según la aplicación y el tamaño del vertedero, se debe seleccionar el tamaño y la configuración correctos de la máquina.

## Ventajas y desventajas
La basura sin compactar ocupa hasta 20 veces más espacio en el basurero que la basura compactada. Los costos de transporte de desechos se reducen con menos o más pequeños contenedores de basura, y la frecuencia de recolección de contenedores se puede reducir en un 50 por ciento. Un efecto secundario de la compactación de desechos es que elementos importantes, como evidencia en un crimen, pueden ser difíciles de recuperar de la basura. Debido a la reducción de la oxigenación, también se ralentiza la biodegradación de los desechos orgánicos.